# Greenville, Texas
Greenville är en stad i Hunt County i delstaten Texas, USA. Greenville är administrativ huvudort (county seat) i Hunt County. 
Kommunen har omkring 24 000 invånare och en yta på 89,9 km², varav 87,8 km² är land och 2,1 km²  vatten. 
Greenville är uppkallat efter Thomas J Green, en general i Texas armé under självständighetskriget mot Mexiko som senare valdes till kongressledamot i Republiken Texas. Ett annat tidigt namnförslag var annars "Pinckneyville", efter Texas förste guvernör James Pinckney Henderson.